# St. Mary's (Terranova y Labrador)
St. Mary's es un pueblo canadiense situado en la provincia de Terranova y Labrador.

## Superficie
St. Mary's tiene una superficie de 36,41 km².

## Demografía
En 2021, tenía 313 habitantes, una densidad poblacional de 8,6 hab./km², y 202 viviendas.